# Missão Metodista Linacre
A Missão Metodista Linacre é um edifício na Linacre Road, em Litherland, Metropolitan Borough of Sefton, Merseyside, no Reino Unido. Construído em 1904, é um edifício listado como grau II.

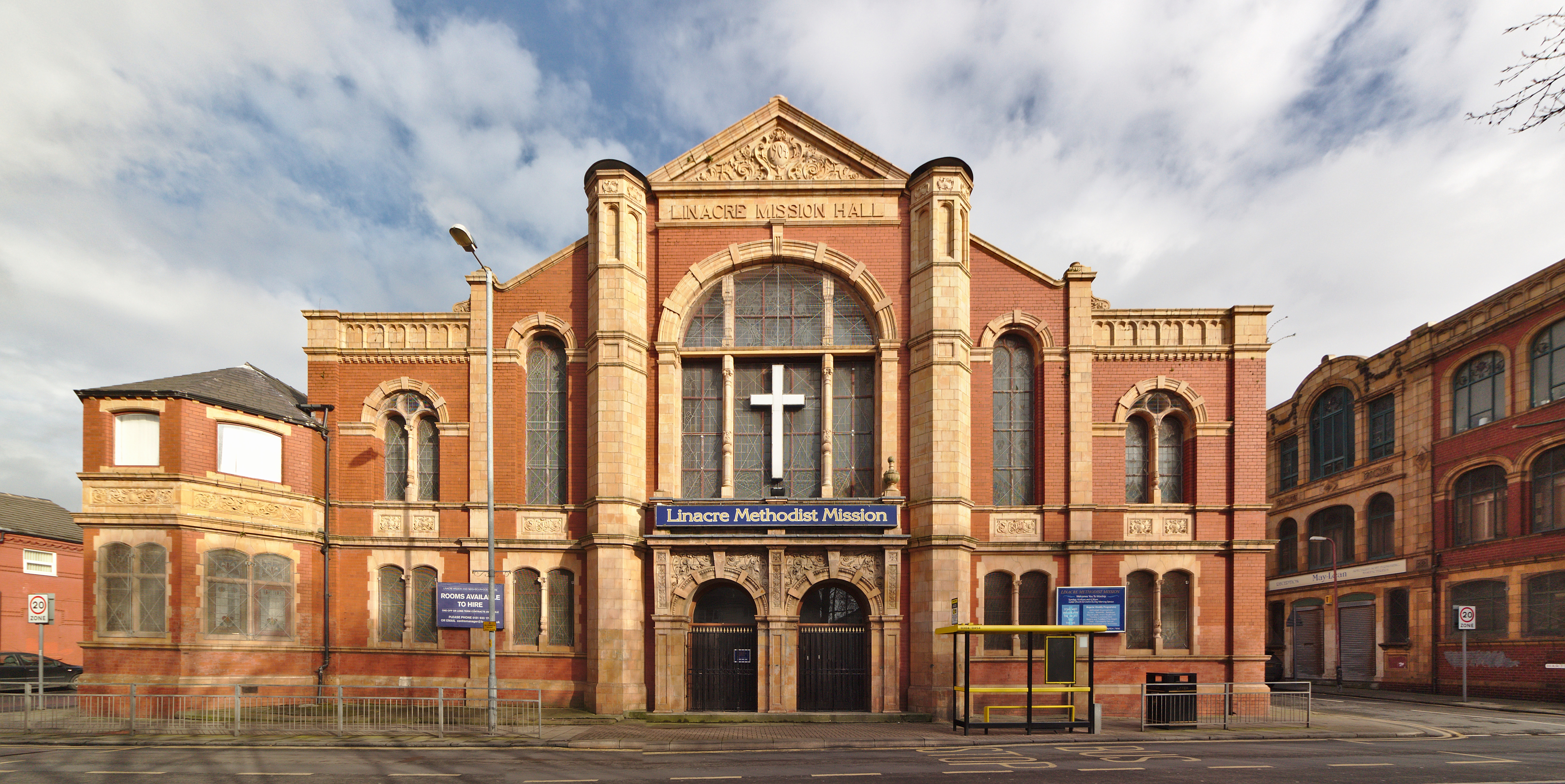